# Peter Rosendal
Peter Jan-Erik Rosendal, född 27 april 1988, är en svensk fotbollsmålvakt som spelar för Falu BS.

## Karriär
Rosendals moderklubb är Bullermyrens IK. Han spelade som ung även för Forssa BK. 2008 gick Rosendal till Örebro SK. Säsongen 2010 lånades han ut till Väsby United. Efter säsongen 2011 lämnade Rosendal Örebro SK. Han spelade inga matcher i A-laget under sin tid i klubben.
I mars 2012 värvades Rosendal av norska FK Mjølner, där han skrev på ett tvåårskontrakt. Rosendal spelade totalt 28 matcher, varav 26 ligamatcher för klubben. Han lämnade Mjølner efter endast en säsong. Säsongen 2013 spelade Rosendal 10 ligamatcher och en cupmatch för Nybergsund IL-Trysil.
I februari 2014 värvades Rosendal av IK Brage, där han skrev på ett tvåårskontrakt. I december 2015 förlängde han sitt kontrakt i klubben med två år. I december 2017 förlängde Rosendal återigen sitt kontrakt med Brage. I februari 2021 värvades Rosendal av IF Karlstad. I Maj 2022 gick han till dåvarande division 4-klubben Falu BS.